# Робин (DC Comics)
Робин (англ. Robin) — псевдонимы нескольких супергероев комиксов о Бэтмене. Эти персонажи, как правило, являются напарниками Бэтмена, но иногда выступают как отдельные герои.

## Биография

### Дик Грейсон
В комиксах настоящее имя первого Робина — Ричард Дик Грейсон. Он вместе со своей семьёй был цирковым акробатом, но во время исполнения одного из номеров его родители были убиты боссом Зукко. Брюс Уэйн взял его под свою опеку. За следующие девять лет между Брюсом и Диком сформировались отношения отца и сына. Сначала Дик хотел отомстить убийце, но затем узнал, что Брюс — Бэтмен. Брюс сделал Дика своим напарником и позволил ему взять имя Робин (что в переводе означает малиновка или зорянка). Позже Дик отказался от мести и стал просто помогать Бэтмену.
Позднее Дик бросил пост Робина и стал супергероем по имени Найтвинг (рус. Ночное Крыло). После того, как суперзлодей Бэйн сломал позвоночник тёмному рыцарю, Грейсон занял на время пост своего наставника и стал носить костюм Бэтмена. Дик окончательно вжился в роль и понял, что Брюс заслужил отдых, так как раньше никогда не отдыхал. Как только Брюс вылечился и смог вернуться к роли Бэтмена, он возобновил отношения с Диком.
После того как Брюс стал считаться мёртвым после событий Финального Кризиса, Дик победил других претендентов на роль защитника Готэма (сюжетная арка Batman: Battle for the Cowl) — Джейсона Тодда и Тима Дрейка, и таким образом стал новым Бэтменом, ведь город теперь нуждался в защитнике больше, чем когда-либо. Но Уэйн возвращается и становится Бэтменом в более глобальном масштабе, в то время как Грейсон остаётся Бэтменом в роли стража Готэма.

### Джейсон Тодд
Докризисная история Джейсона Тодда похожа на Дика Грейсона — он также был из семьи цирковых акробатов, родителей убил Убийца Крок. Мальчик был рыжеволосым и неизменно весёлым.
Но после кроссовера «Кризис на Бесконечных Землях» многие персонажи были пересмотрены, Джейсона Тодда постигла та же участь, в новой реальности он стал черноволосым беспризорником. Бэтмен встретил бездомного парня, когда тот свинчивал колёса с Бэтмобиля, оставленного в Переулке Преступлений, в том самом месте, где погибли родители Брюса.
Уэйн всё ещё тосковал по ушедшему Дику, но после ряда проверок принял смекалистого парнишку в свои напарники. Как вскоре выяснилось, отца Джейсона, одного из мелких преступников, незадолго до этой встречи убил Двуликий. Во время очередного столкновения с раздвоенным злодеем Тодд мог позволить тому погибнуть, но предпочёл спасти убийцу своего отца.
Тем не менее, Джейсон становился всё более грубым и неуправляемым. Он часто пренебрегал указаниями старшего товарища, а однажды даже позволил преступнику упасть с крыши, хотя мог его остановить. Во время поисков своей матери на Ближнем Востоке Робин столкнулся с Джокером. Психопат избил парнишку монтировкой и бросил умирать. Бэтмен нашёл лишь труп напарника после взрыва на складе.
5 лет спустя в Готэме появился таинственный персонаж, скрывавшийся под личиной Красного Колпака. Бэтмен узнал в его движениях и боевом стиле что-то знакомое. Это оказался воскресший Джейсон Тодд, исцелённый благодаря действиям Талии Аль’Гул.
Он решил, что, чтобы искоренить преступность, надо перейти грань, прочерченную Бэтмэном, чтобы отомстить Джокеру той же монетой (избить монтировкой). Сделав это, он кинул пистолет Бэтмену, поставив его перед фактом: убить либо его, либо Джокера.

### Тим Дрейк
Именно третий Робин является самым известным современным читателям. Тим Дрейк в одиночку раскрыл настоящие личности Бэтмена и Найтвинга и даже спас обоих героев от Двуликого. Тёмный рыцарь направил очередного напарника обучаться к своим собственным наставникам по всему свету, и вскоре публике был представлен новый Робин.
Во время событий Кризиса Личности отец Тима, Джек Дрейк, был убит суперзлодеем Капитаном Бумерангом, вскоре после чего Брюс усыновил мальчика и дал ему свою фамилию.
После гибели Бэтмена Тим оставался одним из немногих, кто был уверен, что Брюс жив. Не найдя понимания у Дика, занявшего пост защитника Готэма, Дрейк направился в Европу на поиски доказательств. Теперь он использует новые псевдоним и костюм — Красный Робин — и старается использовать куда менее законные методы, чем раньше.

### Стефани Браун
На краткий период, когда из-за разногласий со своим отцом Тим покидал пост Робина, его заняла Стефани Браун, которая ранее помогала Динамическому дуэту как Спойлер. Ей даже удалось одолеть в рукопашном бою маньяка Виктора Зсасза, который и Бэтмену не всегда легко давался. Позднее девушка нарушила субординацию, и Бэтмен приказал ей оставить костюм. Но много позже, после своей кажущейся смерти и возвращения в Готэм, Стефани возвращается в команду к Бэтмену, но уже как Бэтгёрл.

### Дэмиен Уэйн
Сын Брюса Уэйна и Талии аль Гул — Дэмиен — был весьма дурно воспитанным ребёнком. Всё своё детство он провёл в окружении Лиги Убийц, готовясь стать достойным наследником своих родителей. Оказавшись в Поместье Уэйнов, Дэмиен успел повздорить с Альфредом, пытался убить Тима, разгромил часть Бэтпещеры, но был наказан Дрейком. Тем не менее, после мнимой гибели Бэтмена именно он стал напарником Дика и новым Робином. После возвращения отца работал с ним, но потом вернулся к роли напарника Грейсона. Умер от рук своего искусственно повзрослевшего клона по научению своей матери Талии. Впоследствии, в комиксе «Бэтмен и Робин» (часть 2) #37 (2014 г), Бэтмен воскрешает Дэмиена при помощи «Осколка Хаоса».

### Кэрри Келли
В комиксе Бэтмен: Возвращение Тёмного рыцаря из Мультивселенной DC Земли-31 в роли нового и последнего Робина оказывается тринадцатилетняя рыжеволосая девочка Керри Келли. Позже она появилась в комиксе The New 52’s Batman and Robin Issue 19.

## Вне комиксов

### Кино
- Чудо-мальчик впервые появился уже в фильме 1943 года. Его костюм был скопирован с комиксов и сделан был довольно грубо. Роль Робина исполнил Дуглас Крофт.
- Робин также появлялся в фильме 1966 года. Сыграл Дика Берт Уорт.
- В фильмах «Бэтмен навсегда» и «Бэтмен и Робин» Робина сыграл Крис О’Доннел. Здесь его родителей убил Двуликий, и Брюс взял его к себе, чувствуя свою вину за то, что не смог их спасти. Дик стал Робином лишь к концу фильма, поскольку Брюс слишком боялся за него. Во втором фильме у него и Бэтмена возникли разногласия, когда Робин влюбился в Ядовитого Плюща, но смекалка всё разрешила.
- В фильме «Тёмный рыцарь: Возрождение легенды» новым союзником Бэтмена становится полицейский-сирота Джон Блэйк (Джозеф Гордон-Левитт). В финале фильма раскрывается, что его полное имя Робин Джон Блэйк, а он сам получает доступ ко всему техническому оборудованию Тёмного рыцаря.
- В фильме «Бэтмен против Супермена: На заре справедливости» из DCEU висит обгоревший костюм Робина, на котором написано: «Ха-ха-ха, тебя разыграли, Бэтмен!». Это даёт намёк на то, что Джокер уже убил Робина. Режиссёр фильма Зак Снайдер подтвердил, что это Дик Грейсон.
- Во время воспоминаний Харлин Квинзель по прозвищу «Харли Квинн» в фильме «Отряд Самоубийц» из DCEU события которого разворачиваются после фильма «Бэтмен против Супермена»,  было написано, что девушка была соучастницей убийства Робина.

#### Мультфильмы
- 13 сентября 1969 года по CBS состоялась премьера мультфильма «Бэтмен и Робин» (англ. «Batman With Robin») — экранизации комикса компанией «Filmation». Это 30-минутная версия «The Batman/Superman Hour», из которой были вырезаны все сцены с Суперменом и Супербоем. Также мультфильм известен как «The Adventures of Batman» и был составлен из ранее показанных приключений супергероев Бэтмена, Робина, Бэтгёрл и некоторых их врагов.
- Позже Бэтмен и Робин появлялись в «The New Scooby-Doo Movies», разных версиях «Superfriends» и «The New Adventures of Batman» в 1977 году. В 1985 году «Warner Home Video» выпустило пять отдельных серий на VHS в коллекции «Super Powers» вместе с «Акваменом», «Супербоем» и «Суперменом». Повторно она была выпущена в 1996 году и полностью распродана.
- Красный Робин и Найтвинг появлялись в двух полнометражных мультфильмах «Безграничный Бэтмен: Животные инстинкты» и «Безграничный Бэтмен: Нашествие монстров»

### Телевидение
- В сериале 1960-х Робина сыграл Берт Уорд. Здесь его характер был смещён в комичную сторону и был скорее пародией на оригинального Робина.
- В мультсериале «Бэтмен» 1992 года Робином сначала является Дик Грейсон, озвученный Лореном Лестером, но потом, в мультсериале «Приключения Бэтмена и Робина» продолжающем ту же сюжетную линию (в эпизодах «Страх победы», «Ночь ниндзя», «Странная тайна Брюса Уэйна», «Видения во тьме», «Я ночь», «Рождество с Джокером», «Если ты такой умный, почему ты не богат?», «Что такое реальность?», «Механик», «Возмездие Робина: Часть I и II», «Загадка Демона: Часть I и II», «Тень летучей мыши: Часть I и II», «Дом и сад», «Харликвиниада», «Исправившийся Загадочник», «Бэйн», «Второй шанс», «Бэби-Долл», «Время наизнанку», «Каникулы Харли», «Рассмеши их», «Бэтгёрл возвращается», «Тюремщик», «Глубокая заморозка», «Ужасное трио», «Проба сил» и «Лев и единорог»), его заменяет Тим Дрейк, которого озвучивал Мэтью Валенсиа, а Грейсон становится Найтвингом.
- В мультсериале «Юные Титаны» Робина, лидера команды, озвучил Скотт Менвил, в одной из серии он намекнул, что является Диком Грейсоном. Кроме того, на эту указывают и несколько других сцен: в одной из них супергероиня Рэйвен заглядывает в разум Робина и видит силуэты мужчины и женщины, падающих с трапеции (что является отсылкой к смерти родителей Дика, которая является отправной точкой к тому, чтобы посвятить себе жизнь борьбе с преступностью); в другом эпизоде, где супергероиня Старфаер путешествует в будущее, показано, что Робин взял личность Найтвинга.
- В мультсериале « Юная лига справедливости » Робин был озвучен Джесси Маккартни.
- В мультсериале «Новые приключения Бэтмена», начала 2000-х, Энди Макэфи озвучила Робина (Кэрри Кэли).
- В 2018 году вышел телесериал «Титаны». В данном сериале два Робина: Дик Грейсон и Джейсон Тодд, роли которых исполняют актёры Брентон Туэйтс и Керран Уолтерс.

### Пародии
- Муви 43 / Movie 43 (США; 2013) в роли Робина Джастин Лонг.

### Видеоигры

Робин в игре Batman: Arkham city имеет три костюма. Слева направо: Красный Робин, «тёмный Робин» (не комиксный), Робин из «Batman: The Animated series».

- В Lego Batman: The Videogame Тим в виде Робина является вторым протагонистом. Первый Робин, Дик Грейсон, также появляется в игре как бонусный персонаж- Найтвинг.
- В игре Batman: Arkham City Робином является Тим Дрейк. Возможность игры за Робина представлена в загружаемом дополнении Robin Bundle, которое делает его четвёртым играбельным персонажем, наравне с Бэтменом, Женщиной-кошкой и Найтвингом. Но играть им можно только в режиме «Испытания», главным боссом которого является злодей Чёрная маска. Создатели сделали Робина более мрачным персонажем, чем в комиксах, чтобы он подходил духу игр. В игре Робин специализируется на использовании взрывчатки и поэтому имеет «зрение подрывника», позволяющее видеть места, которые можно взрывать. Его костюм в игре схож с костюмом в фильме «Бэтмен навсегда», но имеет короткие рукава, капюшон и немного укороченный плащ. Также имеются два дополнительных костюма: костюм из мультсериала «Batman: The Animated Series» и костюм Красного Робина из комиксов. В дополнении Harley Quinn’s Revenge (рус."Месть Харли Квинн") вместе с Бэтменом сражается против Харли Квинн.
- В Batman: Arkham Origins есть возможность игры за Робина в мультиплеере.
- Присутствует в MMORPG — DC Universe Online, играбелен в режиме Легенда (Тим Дрейк).
- Играбельный персонаж в игре «Batman: The Rise of Sin Tzu» (Тим Дрейк).
- Присутствует в игре Batman: Vengeance как эпизодический персонаж. Так как игра создана по мультсериалу The New Batman Adventures, Робином является Тим Дрейк.
- Играбельный персонаж в квестовых играх «Batman: Toxic Chill» и «Batman: Justice Unbalanced». По той же причине Робином является Тим Дрейк.
- В игре «Batman Forever», сделанной по одноимённому фильму, Робин становится помощником Бэтмена и сражается с Двуликим и Загадочником.
- В игре «The Adventures of Batman and Robin», сделанной по известному мультсериалу, Робин помогает Бэтмену бороться с Джокером , Двуликим, Безумным Шляпником и Мистером Фризом.
- В Lego Batman 2: DC Super Heroes Дик Грейсон является вторым главным героем. Также в игре есть его обыденный подростковый костюм. В DLC же имеется Найтвинг, Тим Дрейк и Дэмиен Уэйн, четвёртый Робин. А в версии на Nintendo DS одними из играбельных персонажей являются Тим Дрейк в костюме Красного Робина и Джейсон Тодд, второй Робин, а ныне Красный колпак.
- Играбельный персонаж в MOBA-игре Infinite Crisis.
- В игре Batman: Arkham Knight Джейсон Тодд появляется в воспоминаниях Бэтмена (в третьем (последнем) воспоминании он умирает от выстрела в голову). Также является Рыцарем Аркхема и мстит Бэтмену за то, что он его бросил (слова Робина из игры). Тим Дрейк и Найтвинг являются играбельными персонажами.
- В «LEGO Batman 3 Beyond Gotham» Робин опять является вторым главным персонажем. Он появляется сразу в нескольких образах: Тим Дрейк, Найтвинг (Дик Грейсон) и классический Робин из 1966-х годов также в игре присутствует Красный Колпак .
- В «Lego Dimensions» Первоначально является не играбельным персонажем, но вскоре добавили версию Робина из комиксов, а также из Лего: Бетмен Фильм .В мире Юных Титанов если перенести Робин из «Лего Бэтмен Фильма», то поменяется скин персонажа, и он будет выглядеть, как герой мультсериала «Юные Титаны: Вперёд» . Также у Робина из «Лего Бэтмен Фильм» можно поменять костюм на костюм Найтвинга .
- В «Lego DC Super-Villains» появляются Найтвинг, Красный Колпак, Красный Робин и Робин.
- В Gotham Knights играбелен наравне с Найтвингом, Красным колпаком и Бэтгёрл.

## Критика и отзывы
- По мнению журнала «Entertainment Weekly» Робин является одним из величайших сайдкиков[1].
- В мае 2011 года Тим Дрейк занял 32 место в списке 100 лучших героев комиксов по версии IGN.